# جون جيلمور (لاعب كرة قدم أمريكية)
جون جيلمور (بالإنجليزية: John Gilmore)‏ هو لاعب كرة قدم أمريكية أمريكي، ولد في 21 سبتمبر 1979 في ماركيت في الولايات المتحدة.

## وصلات خارجية
- جون جيلمور على موقع مرجع كرة القدم المحترفة.كوم (الإنجليزية)